# Supermampfer
Supermampfer (engl. Originaltitel: K.C. Munchkin!) ist ein Maze-Computerspiel, welches ab 1981 für diverse Spielkonsolen von Philips erschien.

## Spielprinzip
In diesem Spiel geht es darum, mittels seiner Spielfigur alle Gegner und Pillen („Munchies“) aufzufressen. Mit jedem verschlungenen Munchie wird das Spiel schneller. Ist ein Labyrinth leer, beginnt ein neuer Level. Dies geht solange weiter, bis man alle Leben aufgebraucht hat, danach trägt man sich in die Highscore-Tabelle ein. Das Spiel lässt sich also theoretisch unbegrenzt lange spielen.
Damit kann es als entfernter Kopie von Namcos Pac-Man angesehen werden. Jedoch gibt es deutlich weniger Punkte zu „fressen“ und das Labyrinth ist anders aufgebaut. Auch tragen die Gegner keine Namen und sind nur zu dritt vertreten, können jedoch kurzzeitig unschädlich gemacht werden, wenn man einen blinkenden Munchie aufnimmt. Weiterhin gibt es einen Leveleditor, die Daten können aber nicht gespeichert werden.

## Entwicklung
Das Spiel wurde 1981 programmiert und auf den Markt gebracht, ein Jahr bevor Atari eine fertige Umsetzung von Pac-Man vorlegen konnte. Da Magnavox und Philips keine Rechte für eine Portierung von Pac-Man besaßen (diese lagen zum Zeitpunkt bei Atari), erhielt der leitende Entwickler Ed Averett die Anweisung, das Spiel als einen sogenannten „Klon“ zu erschaffen, der sich so nahe wie möglich an das Original anlehnt, ohne dessen Rechte zu verletzen. Das Spiel wurde im englischsprachigen Raum nach dem damaligen Präsidenten von Magnavox, Kenneth C. Meinken Jr., benannt. In Deutschland wurde das Spiel mit übersetztem Namen auf den Markt gebracht. Wie alle anderen Spiele für das Philips G7000 auch wurde das Spiel nummeriert, in diesem Fall mit der Nr. 38.

## Rezeption
Supermampfer gilt es als eines der bekanntesten und vielleicht auch besten Spiele für das Philips G7000.
Atari klagte gegen Magnavox, da es seine Rechte verletzt sah. Allerdings ließ sich das zuständige US-Bezirksgericht in der ersten Instanz zunächst nicht davon überzeugen, ein Verkaufsverbot aufzuerlegen. Der Berufungsprozess ging jedoch zugunsten von Atari aus. Daraufhin mussten Supermampfer vom Markt genommen werden. Der Nachfolger, K.C.’s Krazy Chase!, wurde entsprechend abgeändert 1982 auf dem Markt gebracht. Damit war Supermampfer eines der ersten Videospiele, das Gegenstand eines Gerichtsverfahrens wurde.
Mittlerweile gibt es eine inoffizielle Umsetzung für den Atari 7800 und den Philips G7400.